# 嵩山隧道
嵩山隧道，是一座位於中华人民共和国山东省青岛市的山底隧道，是青岛市第一条城市隧道。它下穿青岛烟崮墩山，是通向薛家岛旅游度假区的嘉陵江路的咽喉。隧道於2003年4月30日动工，南北两洞分别于2003年10月27日和12月1日贯通，后於2005年1月1日正式通车。隧道为双洞单向分离式，共设双向4车道（单向各2车道），行车道宽8.5米，设计车速60km/h；行车方向右侧设人行道，宽1.5米。